# Inga Low
Inga Low es una deportista estadounidense que compitió en tiro con arco, en la modalidad de arco compuesto. Ganó dos medallas en el Campeonato Mundial de Tiro con Arco al Aire Libre de 1995 y dos medallas en el Campeonato Mundial de Tiro con Arco en Sala, en los años 1993 y 1995.

## Palmarés internacional
| Campeonato Mundial al Aire Libre | Campeonato Mundial al Aire Libre | Campeonato Mundial al Aire Libre | Campeonato Mundial al Aire Libre |
| Año                              | Lugar                            | Medalla                          | Prueba                           |
| -------------------------------- | -------------------------------- | -------------------------------- | -------------------------------- |
| 1995                             | Yakarta (Indonesia)              | Medalla de oro                   | Equipo                           |
| 1995                             | Yakarta (Indonesia)              | Medalla de bronce                | Individual                       |
| Campeonato Mundial en Sala       |                                  |                                  |                                  |
| Año                              | Lugar                            | Medalla                          | Prueba                           |
| 1993                             | Perpiñán (Francia)               | Medalla de oro                   | Individual                       |
| 1995                             | Birmingham (Reino Unido)         | Medalla de oro                   | Equipo                           |